# 李涉
李涉（?—?），自號清溪子，洛陽（今屬河南）人。
早年與弟李渤隱居廬山白鹿洞書院（今屬江西九江市）。憲宗元和年間被陳許節度使劉昌裔聘為從事。元和六年知匭使孔戣劾其與中官結交，出京為硤州（治所在今湖北宜昌市西北）司倉參軍。十年後，長慶元年（823年）遇赦，后擔任太常博士。曾於九江（今屬江西）遇盜，李涉贈盜匪一詩，盜匪首領得詩大喜，厚饋牛酒而去。敬宗寶曆元年因武昭謀害李逢吉之事牽連，流放康州（治所在今廣東肇庆市德慶縣）。卒年不詳。